# Mårten Albert Spiering
Mårten Albert Spiering, född 10 februari 1829, död 17 juni 1877 i Uppsala, var en svensk arkitekt.
Han utbildade sig vid Kungliga Akademien för de fria konsterna med studier vid Högre byggnadsskolan. 1850 tilldelades han den hertigliga medaljen för "ett hotell för en rik handlande sjöstad". Året därpå medaljerades han för en "historiemålning.
Spiering var ansvarig för husbyggnad vid Gävle–Dala Järnväg 1855-1859. Från 1860 var han stadsbyggmästare i Gävle, och verkade sedan som stadsarkitekt 1870-1876 (ordinarie från 1873). I Gävle står han bakom bland annat Navigationsskolan (1861), Tullhuset (1871), Gävle centralstation (1875-1877), Gävle högre allmänna läroverk (1873), Östra skolan och Korsnäs folkskola (1876) Han beviljades tjänstledigt i rollen som stadsarkitekt, till följd av vikande hälsa, och efterträddes av Erik Alfred Hedin. Han avled kort därpå i Uppsala, där han även begravdes.